# Metaphycus ogloblini
Metaphycus ogloblini är en stekelart som först beskrevs av De Santis 1972.  Metaphycus ogloblini ingår i släktet Metaphycus och familjen sköldlussteklar. Inga underarter finns listade i Catalogue of Life.